# Fannette Charvier
Fannette Charvier, née le 31 décembre 1984 à Annecy en France, est une femme politique française.
Lors des élections législatives de 2017, elle est élue députée dans la première circonscription du Doubs sous l'étiquette LREM.

## Biographie

### Jeunesse, formation, vie professionnelle
Fannette Charvier est née le 31 décembre 1984 à Annecy (Haute-Savoie).
Elle grandit en Haute Savoie, à Seyssel, puis à Rumilly où elle obtient un baccalauréat littéraire. Elle effectue des études à l'université Savoie-Mont-Blanc à Chambéry un DEUG en sociologie, puis à Grenoble à l'UPMF une licence en sciences de l'éducation obtenue également avec mention bien. 
Après un an à l'IUFM de Grenoble, elle quitte son emploi étudiant d'hôtesse de caisse à Comboire pour obtenir un certificat de qualification professionnelle en alternance d'assistance dentaire. En 2009, elle quitte Grenoble pour Viviers-du-Lac et se spécialise en implantologie dans un cabinet dentaire d'Annecy, tout en suivant un cursus de naturopathie à Genève. 
Elle s'installe définitivement à Besançon en 2011, et après avoir occupé plusieurs petits boulots dans la vente, elle est embauchée à la Caisse primaire d'assurance maladie de Besançon au service relation clients. Elle réside dans le quartier de Planoise depuis 2015.

### Députée de laXVelégislature
Fannette Charvier est élue députée aux élections législatives de 2017 dans la première circonscription du Doubs avec 53,49 % des voix. Elle devance la députée sortante Barbara Romagnan, qui a obtenu 46,51 % des voix.
En juin 2017, membre du groupe La République en marche, elle intègre la Commission des Affaires culturelles et de l'Éducation.
Fannette Charvier était en 40e position sur la liste d'Éric Alauzet lors des élections municipales de 2020.
En janvier 2022, elle annonce ne pas se représenter pour un second mandat de députée.